# Bliss (álbum)
Bliss es el cuarto álbum de estudio de la cantante y actriz francesa Vanessa Paradis, lanzado el 7 de noviembre de 2000. Está producido junto a Matthieu Chédid y en él, Johnny Depp compone junto a la cantante dos de los temas.
Es la primera vez que la cantante publica un álbum junto a varios compositores y la primera en la que publica sus propias composiciones. A fecha de su publicación se consideró el álbum más logrado de su carrera.
En Francia, fue certificado doble oro por el Sindicato nacional de la edición fonográfica; con unas ventas de tres millones de copias el 12 de diciembre de 2001. En la clasificación anual del año 2000, Bliss estuvo en el puesto número 87 de mejores ventas.
En general la valoración del nuevo trabajo de Vanessa Paradis recibió críticas positivas siendo la que más alaba el trabajo la crítica de la cadena de tiendas de su país natal Fnac. En cuanto a la valoración de usuarios todos sobrepasan el aprobado llegando a una media de 4.2/5 —7/10.

## Historia y grabación
Debido al desarrollo de su carrera de actriz —Elisa en 1995, Un amour de sorcière en 1997, 1 chande sur 2 en 1998 y La fille sur le pont en 1999— así como al nacimiento de su hija Lily-Rose Depp, la carrera musical de Paradis no volvió a arrancar hasta ocho años después de su álbum anterior publicado en 1992 con una mezcla entre pop y folk.
Fue publicado por primera vez en todos los países francófonos y Japón, y disponible en Europa a partir del 5 de marzo de 2001. Aunque Vanessa no promocionó el disco sino en Alemania —algunas entrevistas para la prensa, pero nada de televisión.
El tema del álbum está dedicado mayormente al amor, incluso Johnny Depp su pareja en el momento compuso dos de las canciones junto a la cantante —«St. Germain» y «Blis»—, y los demás temas están escritos o coescritos por ella misma. En cuanto a la producción, Vanessa coprodujo y co arregló junto a Matthieu Chédid, conocido por su alter ego -M-, algunos temas del álbum —«When I say», «Pourtant» y «L'air du temps»— y ella misma compuso dos de los temas —«Firmamam» y «La ballade de Lily Rose».

## Lista de temas
Las letras vienen incluidas en el libreto del álbum.

| Bliss |                           |                             |          |  |
| N.º   | Título                    | Escritor(es)                | Duración |  |
| 1.    | «L'eau et le vin»         | Bashung, Colemanas, Mortier | 4:36     |  |
| 2.    | «Commando»                | Colemanas, Langolff         | 3:41     |  |
| 3.    | «When I say»              | Chedid, Paradis             | 4:00     |  |
| 4.    | «Pourtant»                | Chedid, Monnet              | 3:37     |  |
| 5.    | «Que fait la vie?»        | Dolemanas, Paradis          | 4:19     |  |
| 6.    | «Les acrobates»           | Monnet, Paradis             | 3:42     |  |
| 7.    | «La la la song»           | Dereaux, Paradis            | 4:25     |  |
| 8.    | «L'air du temps»          | Chedid, Paradis             | 4:17     |  |
| 9.    | «St. Germain»             | Depp, Paradis               | 2:36     |  |
| 10.   | «Dans mon café»           | Colemanas, Langolff         | 4:31     |  |
| 11.   | «Firmaman»                | Paradis                     | 4:40     |  |
| 12.   | «La ballade de Lily Rose» | Paradis                     | 2:31     |  |
| 13.   | «Bliss»                   | Depp, Paradis               | 4:17     |  |
| 48:72 |                           |                             |          |  |

## Recepción
En general la valoración del nuevo trabajo de Vanessa Paradis recibió críticas positivas siendo la que más alaba el trabajo la crítica de la cadena de tiendas de su país natal Fnac. En cuanto a la valoración de usuarios todos sobrepasan el aprobado llegando a una media de 4.2/5 —7/10.

### Crítica especializada
| Crítica especializada | Crítica especializada |
| --------------------- | --------------------- |
| Publicación           | Valoración            |
| Fnac                  | Positiva              |
| Allmusic              | 3/5 estrellas         |

En fnac.com la crítica de la cadena de tiendas lo considera una «calurosa caricia entre pop-folk y voz dulce de lolita». Alabando el tema «Bliss» compara a Vanessa Paradis con Joni Mitchell. Y aprovecha para hablar del talento del que sería su coproductor Matthieu Chédid. Según la crítica de fnac el disco Bliss es el «más logrado de la era Paradis». En Allmusic le otorgan un 3/5.

## Créditos
- Vanessa Paradis — Voz
- Tchad Blake — Mezcla
- Eric Bobo — Percusión
- Mathieu Chédid — Guitarra
- Pierre-Alain Dahan — Batería
- Kevin Dean — Asistente de ingeniería
- Jon "JD" Dickson — Corno
- Claude Gassian — Fotografía
- Mark Goldenberg — Guitarra
- Henry Hirsh — Bajo
- S. "Husky" Höskulds — Ingeniero
- Rob Klonel — Batería
- Norman Langolff — Bajo
- Olivier Lude — Ingeniero
- Bob Ludwig — Masterización
- Tony Rambo — Asistente de ingeniería
- Craig Ross — Batería, guitarra
- Adam Samuels — Asistente de ingeniería
- Vincent Segal — Violonchelo
- Benmont Tench — Teclado, piano
- Pete Thomas —	Batería
- Lee Thornburg — Trompeta
- Bruce Witkin — Guitarra, bajo
- David Woodford — Saxófono
- Nick Lane — Trombón